# Sukovo
Sukovo (en serbe cyrillique : Суково) est un village de Serbie situé dans la municipalité de Pirot, district de Pirot. Au recensement de 2011, il comptait 657 habitants.

## Géographie
Sukovo est situé au cœur d'un bassin minier, un peu à l'ouest de la Jerma. Dans cette partie de son cours, cette rivière est aussi connue sous le nom de Sukovska reka (Суковска река), la « rivière de Sukovo ».

## Histoire
Sur le territoire du village se trouve le monastère de Sukovo.

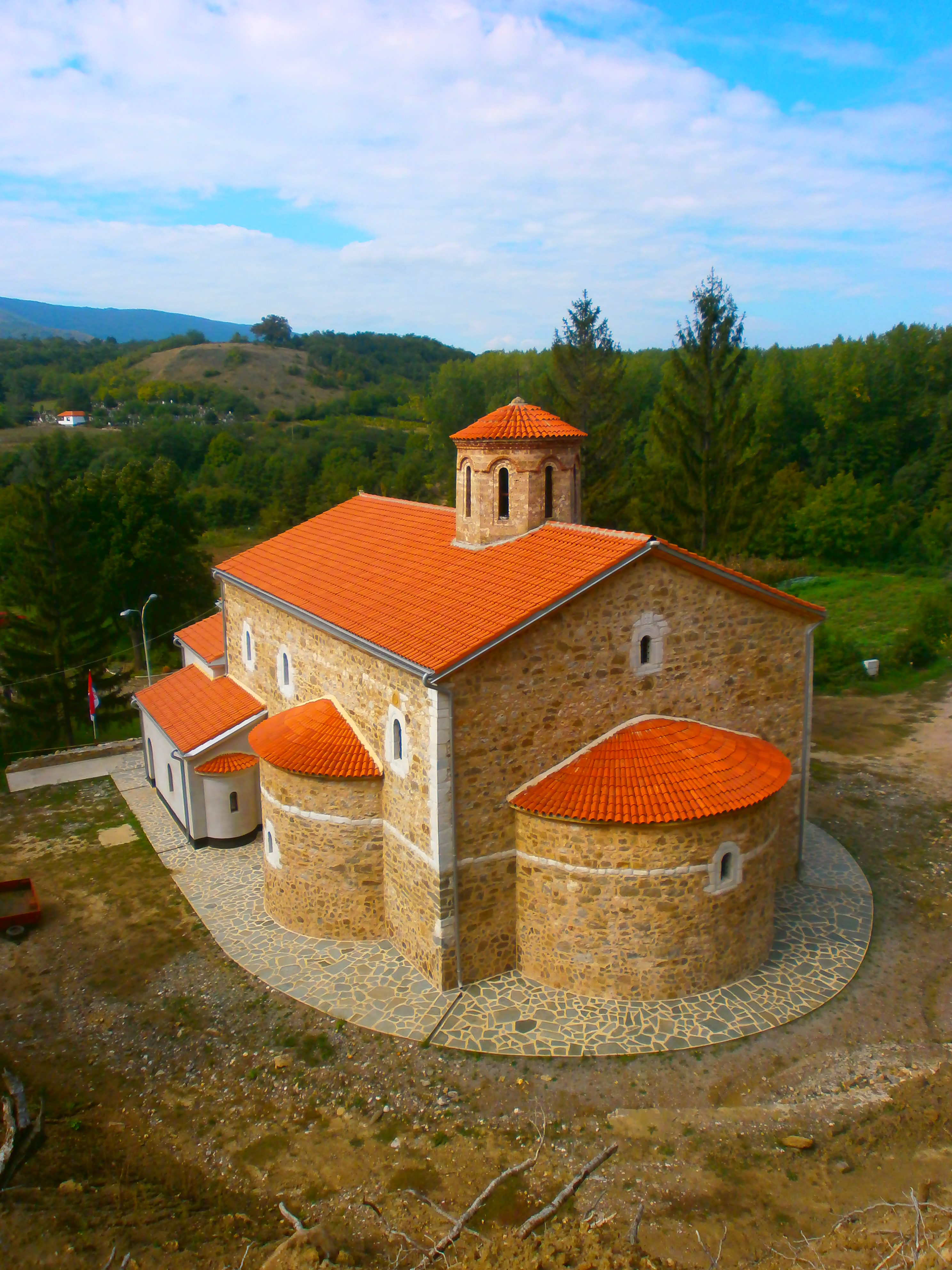
L'église du monastère de Sukovo

## Démographie

### Évolution historique de la population
| 1948  | 1953  | 1961  | 1971  | 1981  | 1991 | 2002 | 2011 |
| ----- | ----- | ----- | ----- | ----- | ---- | ---- | ---- |
| 1 656 | 1 565 | 1 424 | 1 127 | 1 099 | 889  | 728  | 657  |

|  |